# Baazigar
Baazigar es una película de suspenso criminal india en hindi de 1993 dirigida por Abbas-Mustan y protagonizada por Shahrukh Khan y Kajol en los papeles principales. Es un suspenso contemporáneo sobre un joven que no se detiene ante nada para obtener lo que quiere. La historia se inspiró en la novela Un beso antes de morir de Ira Levin. Este fue el primer papel exitoso de Shahrukh Khan en el que fue el único héroe y el primer éxito comercial de Kajol. Se suponía que la actriz Shilpa Shetty debutaría con Gaata Rahe Mera Dil, pero permaneció sin estrenar, y esta se convirtió en su película debut. Baazigar fue la primera película en la que Shahrukh Khan interpretó el papel de un antihéroe y la primera que le valió un Premio Filmfare al mejor actor. Inicialmente, esta película se ofreció a Armaan Kohli y Salman Khan para interpretar el papel principal, pero todos la rechazaron porque el papel tenía matices negativos.
Baazigar fue un gran éxito comercial tras su lanzamiento, y la primera película de la famosa pareja Shahrukh Khan-Kajol. Además del éxito de taquilla, el álbum de banda sonora de la película compuesto por Anu Malik también fue un éxito, vendiendo 10 millones de unidades. La película trajo a los actores Shahrukh Khan, Kajol y Shilpa Shetty, y el compositor Anu Malik, al centro de atención. Se hizo adaptaciones en télugu como Vetagadu con Rajasekhar, en tamil como Samrat y en canarés como Nagarahavu con Upendra.
Baazigar obtuvo diez nominaciones en los 39° Premios Filmfare, incluyendo mejor película, y mejor debut femenino y mejor actriz de reparto para Shetty. La película ganó cuatro premios, incluido el de mejor actor para Khan. Con los años, la película ha ganado un estatus de culto clásico y es recordada por sus populares diálogos, música, historias y actuaciones.

## Argumento
Ajay Sharma (Shahrukh Khan) es un joven que busca venganza por la muerte de su padre causada por las acciones de su empleado de confianza Madan Chopra (Dalip Tahil). Chopra tiene dos hijas; la mayor es Seema (Shilpa Shetty) y la menor es Priya (Kajol). Ajay comienza una relación secreta con Seema, y luego asume el papel de 'Vicky Malhotra', con lentes de contacto marrones, para conocer a Madan Chopra. Chopra está impresionado con 'Vicky' y Priya se enamora de él. De esta manera, Ajay logra fechar a Seema y Priya usando diferentes identidades.
Más tarde, bajo el pretexto de probar su amor por él, Ajay convence a Seema para que decida suicidarse con él, cuando su padre arregla su matrimonio con otra persona. Escriben y firman notas de suicidio, pero luego le dice que simplemente la estaba probando y rompe su propia nota, mientras guarda la suya. Hacen planes para casarse en la oficina de registro al día siguiente. Sin embargo, mientras espera que se abra la oficina, Ajay lleva a Seema al techo del edificio y de repente la empuja, asesinándola. Luego, discretamente envía su nota de suicidio a su casa. Chopra apresuradamente cierra el caso para evitar más vergüenza si se descubre la nota de suicidio. Sospechando que su hermana no se suicidó, con la ayuda de su amiga de la universidad, el inspector de policía Karan Saxena (Siddharth Ray), Priya continúa secretamente la investigación.
Ravi, un amigo universitario de Seema que estaba enamorado de ella, encuentra una foto de Seema y Ajay juntos en una fiesta de cumpleaños. Cuando Ajay se entera de esto, asesina a Ravi y lo obliga a firmar una nota de suicidio que parece que Ravi es el asesino de Seema. Por lo tanto, la investigación se detiene por segunda vez. Mientras tanto, Ajay haciéndose pasar por 'Vicky' lentamente gana la confianza de Chopra.
Se revela a través de un flashback que Madan Chopra había sido gerente de proyecto en la compañía dirigida por el difunto padre de Ajay, el Sr. Sharma (Anant Mahadevan), pero cuando Sharma descubrió que estaba malversando dinero, encarceló a Chopra durante tres años. Después de que Madan completó su condena en la cárcel, pidió perdón y Sharma decidió volver a emplearlo. Sin embargo, sin que nadie lo supiera, Chopra había regresado a la venganza exacta. Un día, Sharma tuvo que hacer un viaje de negocios, por lo que entregó un poder notarial a Chopra, quien aprovechó la oportunidad para convertirse en el propietario de facto de la compañía. Sharma se enteró de esto después de regresar, pero ya era demasiado tarde. Su familia fue expulsada de su hogar palaciego. Ajay fue testigo de que Chopra abusó de su madre cuando vino a pedir que les devolvieran su hogar, y posteriormente lo maldijo a la tragedia y la impotencia más adelante en la vida. Forzada a la pobreza, la hija recién nacida de Sharma murió de enfermedad y Sharma murió de un ataque al corazón mientras intentaba obtener su medicamento, volviendo loca a la madre de Ajay con shock e incapaz de reconocerlo. Con el corazón roto, Ajay prometió hacer que Chopra pagara. La única misión de Ajay en la vida ahora es la caída de Chopra.
De vuelta al presente, el amigo de Seema, Anjali (Resham Tipnis) descubre una foto de Ajay de los días de la universidad. 'Vicky' y Priya se comprometen. Anjali llama por teléfono a la residencia Chopra durante la fiesta de compromiso de Ajay para advertirles que Ajay y 'Vicky' se ven iguales. Ajay intercepta y mata a Anjali, arrojando su cuerpo al río. Un hombre y su perro encuentran el cuerpo poco después, y Priya y el inspector Karan se dan cuenta de que el asesino sigue vivo.
La historia se repite con Chopra entregando el poder a 'Vicky'. Ajay decide acelerar sus planes para saber que Priya y Karan están empeñados en encontrar al asesino. Su plan falla cuando él y Priya se encuentran con el verdadero Vicky Malhotra (Adi Irani), el amigo de Ajay, cuya identidad había tomado. Priya comienza a sospechar. Después de regresar de su viaje de negocios, Chopra se sorprende al descubrir que la compañía está dirigida por el grupo Sharma. Ajay revela la verdad de su deseo de vengarse y echa a Chopra después de humillarlo.
Priya se entera de la verdadera identidad de Ajay de Vicky y se apresura a la casa de Ajay en Panvel. Ella se sorprende al ver un medallón de matrimonio con fotos de él con su hermana. Ajay llega a casa, donde ella lo confronta con sus fechorías. Él le cuenta su historia y Priya se da cuenta de que es su padre quien tiene la culpa. Ajay le presenta a su madre, que apenas lo recuerda. De repente, Chopra llega a su casa, le dispara a Ajay en el brazo y hace que sus matones lo golpeen.
Cuando su madre intenta intervenir, Chopra la hiere, enojando a Ajay. Él lucha contra los matones brutalmente y está a punto de matar a Chopra cuando Chopra lo apuñala con una varilla de metal. Ajay se ríe maniacamente y empala a Chopra con la misma vara, matándolo. Se desploma en los brazos de su madre. En sus últimas palabras, dice que ha recuperado todo y que ahora solo quiere descansar. Priya y Karan miran abatidos mientras Ajay muere en los brazos de su madre, finalmente en paz.

## Reparto
- Shahrukh Khan como Vicky Malhotra (identidad falsa)/Ajay Sharma: el hijo de Vishwanath y Shobha, el novio asesino de Seema y el prometido de Priya
- Kajol como Priya Chopra: la hija menor de Madan Chopra, la hermana menor de Seema y la prometida de Vicky
- Shilpa Shetty como Seema Chopra: la hija mayor de Madan Chopra, la hermana mayor de Priya y la novia de Ajay que es asesinada por él por venganza contra Madan Chopra
- Raakhee como Shobha Sharma: la madre de Ajay y la esposa viuda de Vishwanath
- Dalip Tahil como Madan Chopra: el padre de Seema y Priya, el empleado de Vishwanath y el asesino de Vishwanath
- Siddharth Ray como Inspector Karan Saxena, amigo de Priya
- Johnny Lever como Babulal: sirviente de Chopra
- Anant Mahadevan como Vishwanath Sharma: el padre de Ajay que muere después de un ataque cardíaco repentino que fue un plan creado por Madan Chopra
- Resham Tipnis como Anjali Sinha, amiga de Seema
- Daboo Malik como Ravi Shukla: amigo de Seema y amante obsesivo
- Dinesh Hingoo como Bajodia Seth
- Manmauji Taalia como el sirviente
- Adi Irani como Vicky Malhotra
- Sumeet Pathak como joven Ajay Sharma
- Sharad Sankla como Charlie (un chico de fiesta)
- Raju Srivastav como un chico de fiesta con Charlie
- Kavi Kumar Azad como Motu el cocinero
- Amrut Patel como conductor de Seema

## Producción
La premisa de la película es una subversión de un concepto ligeramente inspirado en una película de Hollywood, A Kiss Before Dying (1991), que se basó en una novela del mismo nombre. Si bien toma prestada la premisa básica, Baazigar cuenta una historia diferente y subversiva. Mientras que el personaje de Matt Dillon en A Kiss Before Dying es un villano que asesina por dinero, Baazigar lo subvierte, y el personaje de Sharukh Khan es un antihéroe simpatizante que busca venganza por las brutales injusticias cometidas contra su familia.
Varias estrellas de la lista A de Bollywood fueron abordadas para el papel principal, pero lo rechazaron, debido a que el personaje era un antihéroe negativo y asesino. Salman Khan fue la primera opción, pero la rechazó, con su padre Salim Khan diciendo que Salman no estaba listo para tal apuesta. Anil Kapoor y Akshay Kumar fueron la siguiente opción, pero también rechazaron la oferta, ya que iba en contra de su imagen «heroica» en pantalla. Shahrukh Khan finalmente convenció al productor Ratan Jain de que solo él podía lograr el papel; A Jain le gustó su confianza y le asignó el papel. Sin embargo, su reparto fue criticado por expertos en comercio que predijeron incorrectamente que «un niño con hoyuelos lindos» nunca sería aceptado como un antihéroe. Se suponía que Sridevi desempeñaría ambos roles femeninos (hermanas gemelas) como lo hizo Sean Young en la película original, pero el director se dio cuenta de que debido a su popularidad, la audiencia no podrá simpatizar con el héroe si mata al personaje interpretado por Sridevi, por eso decidieron elegir diferentes actrices.

## Banda sonora
La música fue compuesta por Anu Malik y ganó el Premio Filmfare al mejor director musical. La canción «Yeh Kaali Kaali Aankhein» embolsó al cantante Kumar Sanu su cuarto Premio Filmfare al mejor cantante de playback después de Aashiqui, Saajan y Deewana. Otros cantantes presentados en el álbum son Asha Bhosle, Pankaj Udhas, Alka Yagnik, Vinod Rathod y Sonali Vajpai. La banda sonora fue lanzada por Venus Music. La canción del Dr. Alban «It's My life» también fue presentada.
También se lanzó una banda sonora en maratí. El álbum de banda sonora de la película vendió 10 millones de unidades, convirtiéndolo en el álbum más vendido de banda sonora de Bollywood de 1993. La canción «Yeh Kaali Kaali Aankhein» fue inspirada por el éxito africano «Yeke Yeke» y otros.

### Lista de canciones
| N.º   | Título                                        | Letras           | Cantante(s)               | Duración |  |
| 1.    | «Baazigar, O Baazigar»                        | Nawab Arzoo      | Kumar Sanu, Alka Yagnik   | 07:31    |  |
| 2.    | «Yeh Kaali Kaali Aankhein»                    | Dev Kohli        | Kumar Sanu, Anu Malik     | 07:53    |  |
| 3.    | «Kitabein Bahut Si»                           | Zafar Gorakhpuri | Asha Bhosle, Vinod Rathod | 06:28    |  |
| 4.    | «Chhupana Bhi Nahi Aata»                      | Rani Malk        | Vinod Rathod              | 07:01    |  |
| 5.    | «Chhupana Bhi Nahi Aata» (No en película)     | Rani Malik       | Pankaj Udhas              | 05:31    |  |
| 6.    | «Samajh Kar Chand Jis Ko» (No en la película) | Zameer Kazmi     | Vinod Rathod, Alka Yagnik | 08:53    |  |
| 7.    | «Aye Mere Humsafar»                           | Gauhar Kanpuri   | Vinod Rathod, Alka Yagnik | 07:29    |  |
| 8.    | «Tere Chehre Pe» (No en la película)          | Rani Malik       | Kumar Sanu, Sonali Vajpai | 07:09    |  |
| 57:51 |                                               |                  |                           |          |  |

## Taquilla
Baazigar fue un éxito comercial y la cuarta película india más taquillera de 1993, debajo de otra película de Shahrukh Khan, Darr. Las colecciones de Baazigar en India fueron de ₹7.75 crore netos y ₹14 crore de ingresos, equivalente a ₹250 crore (35 millones USD) ajustados por inflación.

## Premios y nominaciones
| Premio               | Categoría                            | Recipientes y nominados                    | Resultados |
| -------------------- | ------------------------------------ | ------------------------------------------ | ---------- |
| 39° Premios Filmfare | Mejor película                       | Ganesh Jain                                | Nominado   |
| 39° Premios Filmfare | Mejor actor                          | Shahrukh Khan                              | Ganador    |
| 39° Premios Filmfare | Mejor director musical               | Anu Malik                                  | Ganador    |
| 39° Premios Filmfare | Mejor cantante de playback masculino | Kumar Sanu por «Yeh Kali Kali Aankhein»    | Ganador    |
| 39° Premios Filmfare | Mejor guion                          | Robin Bhatt, Javed Siddiqui, Akash Khurana | Ganador    |
| 39° Premios Filmfare | Mejor debut femenino                 | Shilpa Shetty                              | Nominado   |
| 39° Premios Filmfare | Mejor actriz de reparto              | Shilpa Shetty                              | Nominado   |
| 39° Premios Filmfare | Mejor papel cómico                   | Johnny Lever                               | Nominado   |
| 39° Premios Filmfare | Mejor letrista                       | Dev Kholi por «Yeh Kali Kali Aankhein»     | Nominado   |
| 39° Premios Filmfare | Mejor cantante de playback masculino | Kumar Sanu por «Baazigar, O Baazigar»      | Nominado   |
| 39° Premios Filmfare | Mejor cantante de playback femenino  | Alka Yagnik por «Baazigar, O Baazigar»     | Nominado   |